# Péché de jeunesse (film, 1911)
Pour plus de détails, voir Fiche technique et Distribution.
Péché de jeunesse (titre de travail : Roman d'un jour) est un court métrage muet français réalisé par Albert Capellani, sorti en 1911.

## Fiche technique
- Titre : Péché de jeunesse
- Titre de travail : Roman d'un jour
- Réalisation : Albert Capellani
- Scénario : Adrien Caillard
- Photographie :
- Montage :
- Producteur :
- Société de production : Société cinématographique des auteurs et gens de lettres (S.C.A.G.L.)
- Société de distribution :  Pathé Frères
- Pays d'origine :  France
- Langue : film muet avec les intertitres en français
- Métrage : 330 mètres
- Format : Noir et blanc — 35 mm — 1,33:1 —  Muet
- Genre : Comédie dramatique
- Durée : 11 minutes
- Dates de sortie :
  -  France : 3 mai 1911

## Distribution
- Georges Grand : le docteur
- Gabrielle Robinne : la femme du docteur
- Maria Fromet : l'enfant
- Jeanne Bérangère : l'ouvrière
- Charles Mosnier
- Andrée Marly
- Gabrielle Chalon
- Madeleine Fromet
- Fernande Bernard
- Ternois
- Fred
- Fromet
- Madame Delavigne
- Madame Massard
- Madame Blondeau
- Madame Biancheri
- Madame Chantenay
- Madame Grisard
- Madame Fromet